# Aderus formosanus
Aderus formosanus es una especie de coleóptero de la familia Aderidae. Fue descrita científicamente por Maurice Pic en 1913. La identificación en el género Aderus no es completamente clara, está considerado incertae sedis.

## Distribución geográfica
Habita en Tailandia.